# Systropha curvicornis
Systropha curvicornis là một loài Hymenoptera trong họ Halictidae. Loài này được Scopoli mô tả khoa học năm 1770.